# Poyen
Poyen est un village situé dans l’État américain de l'Arkansas, dans le comté de Grant.